# Consell de la Mancomunitat Cultural
El Consell de la Mancomunitat Cultural és un òrgan creat el 2019 per coordinar les polítiques culturals entre l’Administració de la Generalitat de Catalunya, les diputacions i el món local.
El projecte busca recuperar l'esperit de cooperació territorial representat per la Mancomunitat de Catalunya el 1914. El Consell pretén servir tant per intercanviar iniciatives i estendre-les arreu del país, com també per aprofitar els recursos existents de les administracions i optimitzar-los. El Consell, mancat de personalitat jurídica i pressupost, no té cap càrrega administrativa, sinó que posa en comú un treball de manera combinada i aprofita els recursos de les diferents administracions de manera conjunta. Es va constituir com a tal en una primera reunió el 25 de març del 2019, presidida per la consellera de cultura Laura Borràs, amb representants de la Generalitat i de les quatre diputacions. L'octubre 2022, per iniciativa de la consellera Natàlia Garriga, el Consell de la Mancomunitat es va ampliar amb representats de l'àmbit local: l'Ajuntament de Barcelona, El Consell de Governs Locals, la Federació de Municipis de Catalunya, l'Associació Catalana de Municipis i Comarques i l'Associació de Micropobles.
Entre els objectius d'aquest instrument hi ha la creació d'un pla de cooperació cultural que englobi tots els projectes compartits entre les administracions, així com l’intercanvi d’informació sobre les respectives polítiques culturals. En aquest sentit, existeixen grups de treball tècnics i específics per coordinar les polítiques que es desenvolupen en diversos àmbits, com el patrimoni, la cultura popular, les biblioteques, la llengua o les arts escèniques, la música i les arts visuals.
El Consell de la Mancomunitat Cultural està integrat per:
- La persona titular del departament competent en matèria de cultura o la persona en qui ho delegui, la qual n'exerceix la presidència.
- La persona titular de la Secretaria General del departament competent en matèria de cultura.
- La persona titular de la direcció general competent en matèria de cooperació amb les altres administracions públiques del departament esmentat.
- Dues vocalies en representació de cadascuna de les diputacions provincials.
- Una vocalia en representació de l'Ajuntament de Barcelona.
- Una vocalia en representació del Consell de Governs Locals.
- Una vocalia en representació de la Federació de Municipis de Catalunya.
- Una vocalia en representació de l'Associació Catalana de Municipis i Comarques.
- Una vocalia en representació de l'Associació de Micropobles de Catalunya.
- Deu vocalies en representació del departament competent en matèria de cultura, nomenades per la persona que n'és titular.